# Las Vegas Raiders/Zahlen und Rekorde
Diese Seite stellt die Statistiken, Fakten und Rekorde der Las Vegas Raiders dar.
Falls nicht anders angegeben, befinden sich die Daten auf dem Stand der letzten abgeschlossenen Saison. Die Quelle der Daten ist – wenn nicht anders angegeben – die Webseite pro-football-reference.com.
Die Raiders spielten seit 1960 gegen insgesamt 31 andere Mannschaften. Mit 132 Partien gab es die meisten Begegnungen gegen die Kansas City Chiefs. Am erfolgreichsten gegen die Teams der NFL sind sie derzeit gegen die Tampa Bay Buccaneers.

## Statistik
Nach Ende der Saison 2024 ließen sich folgende statistischen Werte ermitteln:
|                            | Wert  |
| -------------------------- | ----- |
| Saisons gespielt           | 65    |
| davon in der NFL           | 55    |
| Spiele gesamt              | 1.045 |
| Siege gesamt               | 534   |
| Niederlagen gesamt         | 500   |
| Unentschieden gesamt       | 11    |
| Regular-Season-Spiele      | 1.000 |
| Regular-Season-Siege       | 509   |
| Regular-Season-Niederlagen | 480   |
| Play-off-Spiele            | 45    |
| Play-off-Siege             | 25    |
| Play-off-Niederlagen       | 20    |
| Spieler                    | 1.361 |
| Head Coaches               | 23    |
| AFL-Meisterschaften        | 1     |
| Super-Bowl-Titel           | 3     |

## Rekorde
| Rekord                   | Spieler                   | Wert    |
| ------------------------ | ------------------------- | ------- |
| Spiele gespielt          | Sebastian Janikowski      | 268     |
| Angriff                  |                           |         |
| Geworfene Yards          | Derek Carr                | 35.222  |
| Erlaufene Yards          | Marcus Allen              | 8.545   |
| Gefangene Yards          | Tim Brown                 | 14.734  |
| Geworfene Touchdowns     | Derek Carr                | 217     |
| Erlaufene Touchdowns     | Marcus Allen              | 79      |
| Gefangene Touchdowns     | Tim Brown                 | 99      |
| Passversuche             | Derek Carr                | 4.958   |
| Erfolgreiche Pässe       | Derek Carr                | 3.201   |
| Läufe                    | Marcus Allen              | 2.090   |
| Fänge                    | Tim Brown                 | 1.070   |
| Verteidigung             |                           |         |
| Touchdowns               | Terry McDaniel            | 7       |
| Interceptions            | Willie Brown Lester Hayes | 39      |
| erzwungene Fumbles       | Charles Woodson           | 18      |
| Sacks                    | Greg Townsend             | 107,5   |
| Safeties                 | Ted Hendricks             | 3       |
| Tackles                  | Eddie Anderson            | 761     |
| Special Teams            |                           |         |
| Punt Returns             | Tim Brown                 | 320     |
| Punt-Return-Yards        | Tim Brown                 | 3.272   |
| Punt-Return-Touchdowns   | 5 Spieler                 | 3       |
| Längster Punt-Return     | Dwayne Harris             | 99 yds  |
| Yards je Punt Return     | Bo Roberson               | 18,0    |
| Kick Returns             | Chris Carr                | 201     |
| Kick-Return-Yards        | Chris Carr                | 4.841   |
| Kick-Return-Touchdowns   | Jacoby Ford               | 4       |
| Längster Kick-Return     | Ira Matthews              | 104 yds |
| Yards je Kick Return     | Chris Collier             | 32,5    |
| Field-Goal-Versuche      | Sebastian Janikowski      | 515     |
| erfolgreiche Field Goals | Sebastian Janikowski      | 414     |
| PAT-Versuche             | Sebastian Janikowski      | 563     |
| erfolgreiche PATs        | Sebastian Janikowski      | 557     |
| meiste erzielte Punkte   | Sebastian Janikowski      | 1.799   |
| längstes Field Goal      | Sebastian Janikowski      | 63 yds  |
| Punts                    | Ray Guy                   | 1.049   |
| gepuntete Yards          | Shane Lechler             | 48.215  |
| Yards je Punt            | A. J. Cole III            | 48,6    |

## Erstrunden Draft-Picks

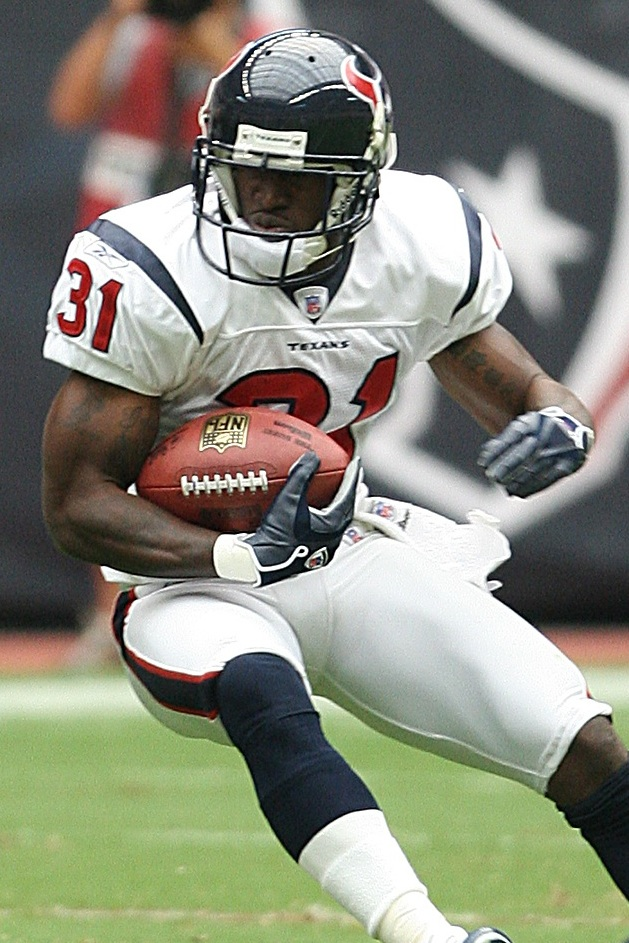
Phillip Buchanon wurde 2004 an 17. Stelle von den Raiders gedraftet und spielte bis 2011 für vier weitere Mannschaften.

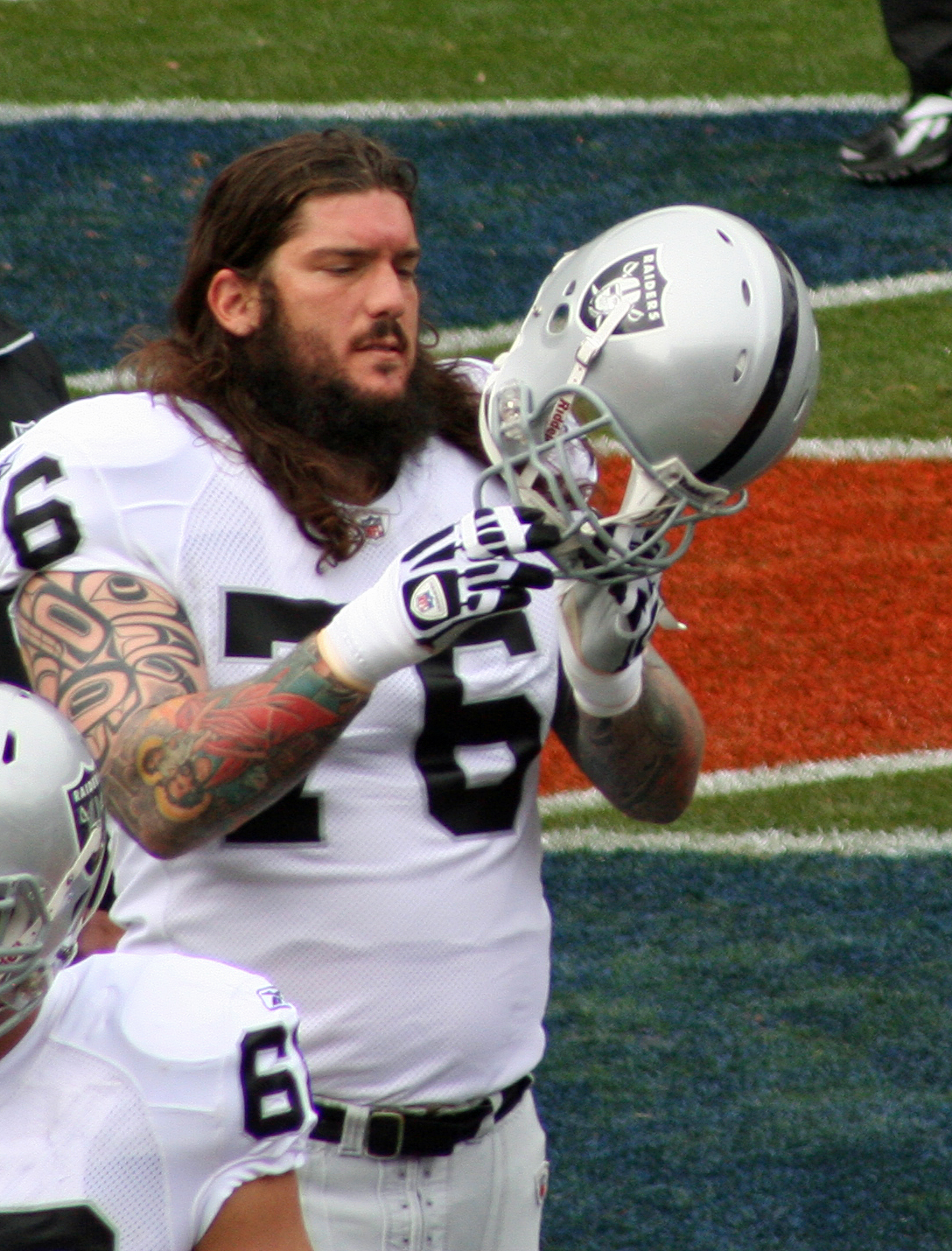
Robert Gallery wurde 2004 an 2. Stelle von den Raiders gedraftet und spielte für diese bis 2010.

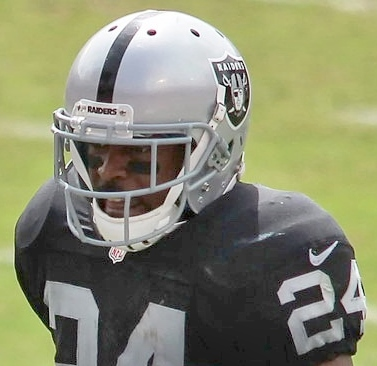
Michael Huff spielte von 2006 bis 2012 bei den Raiders.

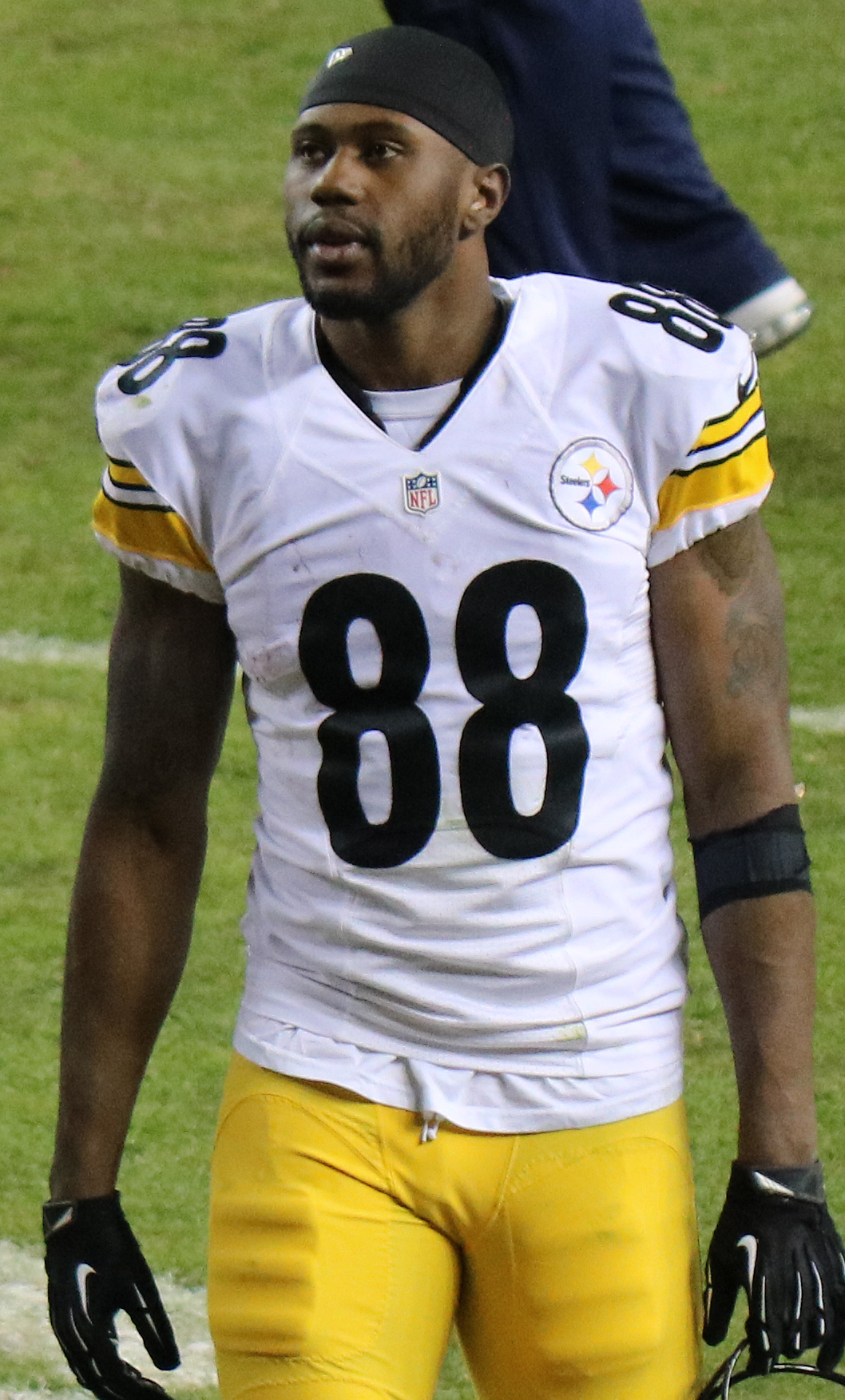
Darrius Heyward-Bey spielte von 2009 bis 2012 bei den Raiders.

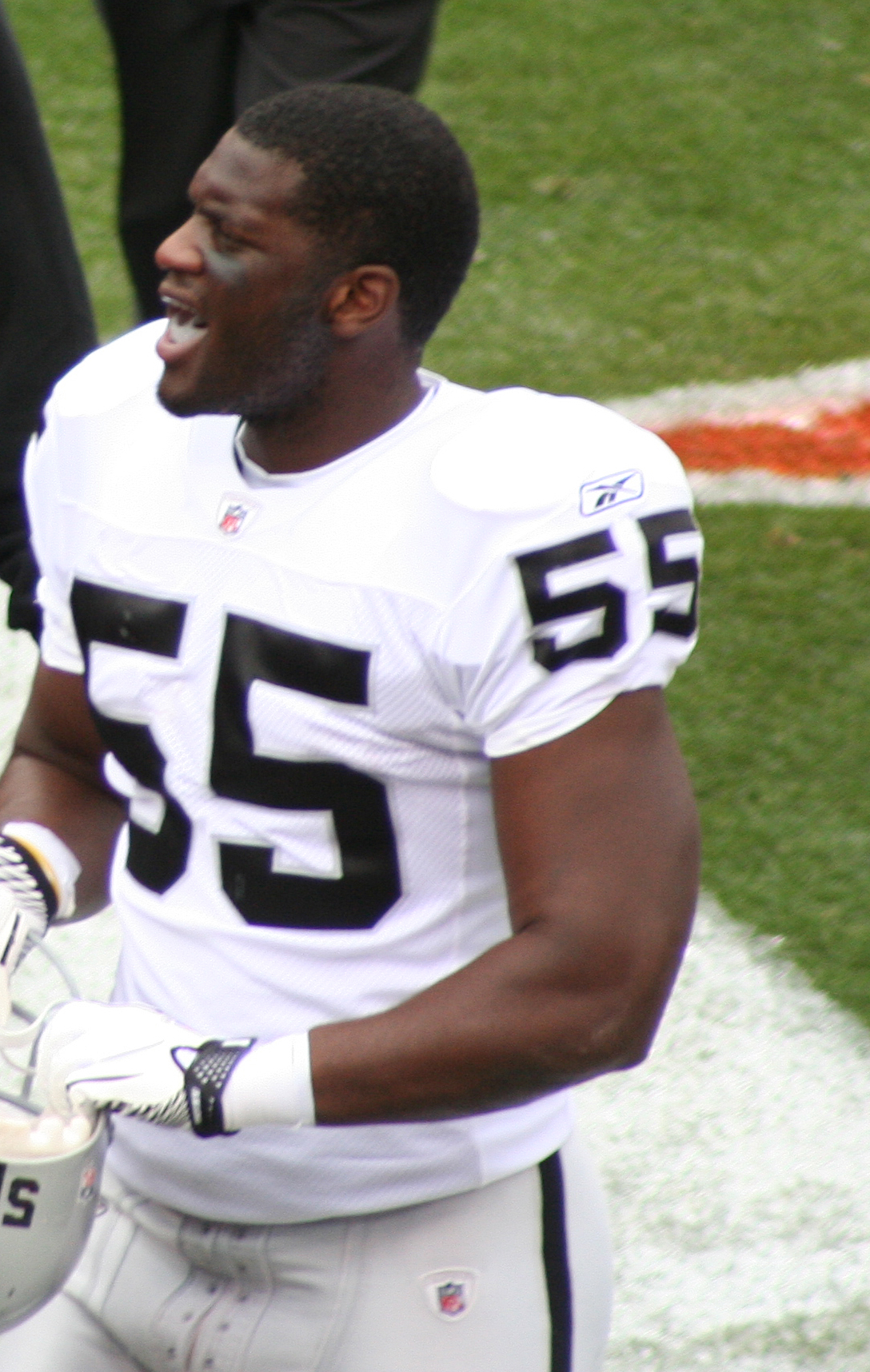
Rolando McClain spielte von 2010 bis 2012 bei den Raiders.

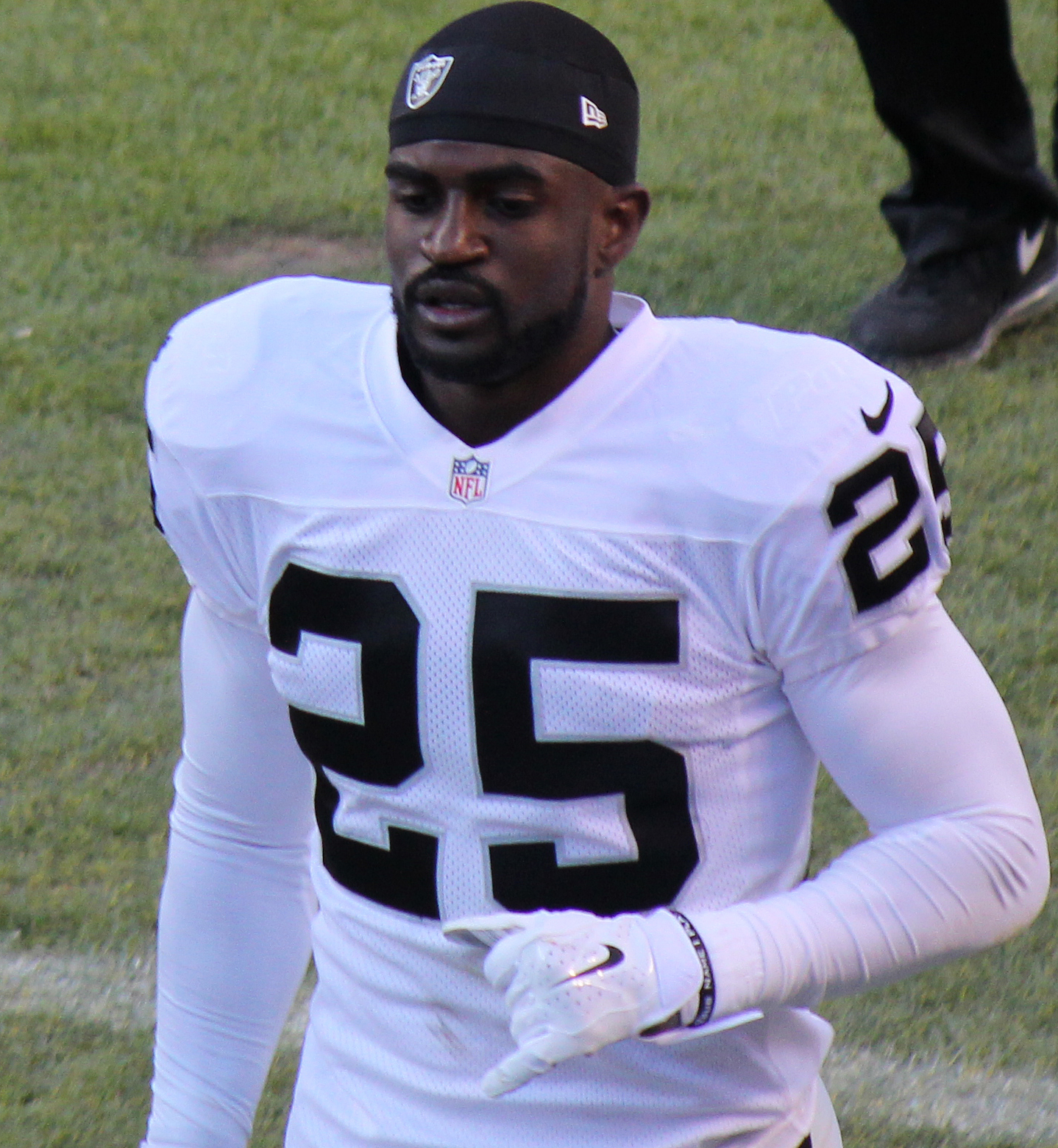
D. J. Hayden spielte von 2013 bis 2016 bei den Raiders.

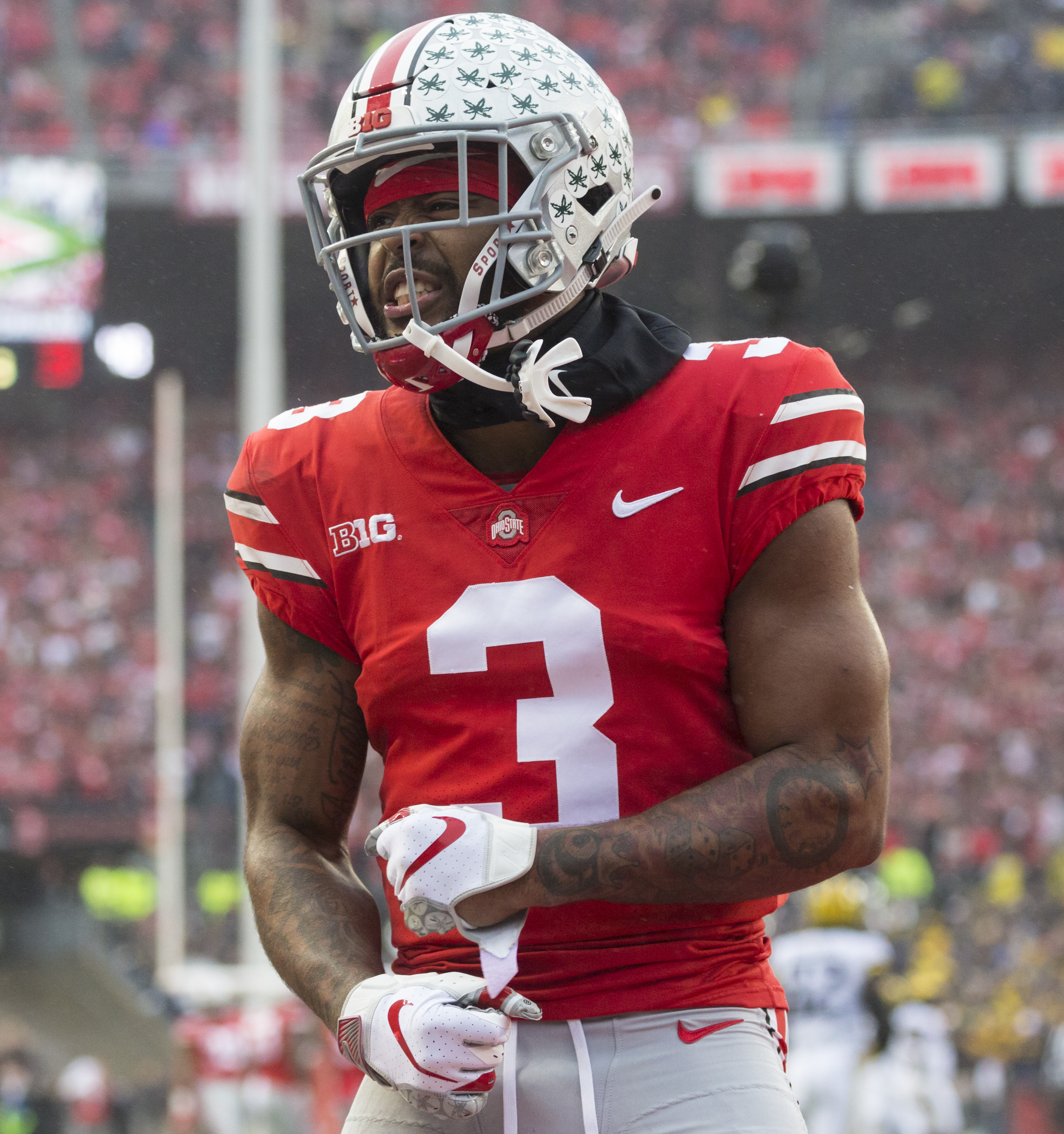
Damon Arnette spielt seit dem 15. Dezember 2021 bei den Miami Dolphins.

Nachfolgend werden hier alle Erstrunden Draft-Picks aus dem AFL-Draft und NFL-Draft aufgelistet, welche die Raiders seit ihren dem ersten Draft 1960 getätigt haben. Die Raiders konnten bisher zweimal den Gesamtersten auswählen: im AFL Draft von 1962 und im NFL Draft 2007. Von der Ohio State University und der University of Alabama haben sie jeweils mit fünf Spielern die meisten Erstrunden-Picks ausgewählt.
| Jahr | Gesamtpick | Name                  | Position         | College              |
| ---- | ---------- | --------------------- | ---------------- | -------------------- |
| 1960 | -          | Dale Hackbart         | Defensive Back   | Wisconsin            |
| 1961 | 4          | Joe Rutgens ^         | Defensive Tackle | Illinois             |
| 1962 | 1          | Roman Gabriel ^       | Quarterback      | North Carolina State |
| 1963 | -          | kein Pick             | -                | -                    |
| 1964 | 7          | Tony Lorick           | Runningback      | Arizona State        |
| 1965 | 3          | Harry Schuh           | Tackle           | Memphis              |
| 1966 | -          | kein Pick             | -                | -                    |
| 1967 | 17         | Gene Upshaw! ^        | Guard            | Texas A&M–Kingsville |
| 1968 | 25         | Eldridge Dickey       | Wide Receiver    | Tennessee State      |
| 1969 | 22         | Art Thoms             | Defensive Tackle | Syracuse             |
| 1970 | 24         | Raymond Chester^      | Tight End        | Morgan State         |
| 1971 | 19         | Jack Tatum^           | Defensive Back   | Ohio State           |
| 1972 | 21         | John Jefferson        | Wide Receiver    | Villanova            |
| 1973 | 23         | Ray Guy! ^            | Punter           | Southern Mississippi |
| 1974 | 19         | Bo Matthews^          | Tackle           | Florida A&M          |
| 1975 | 8          | Neal Colzie           | Defensive Back   | Ohio State           |
| 1976 | -          | kein Pick             | -                | -                    |
| 1977 | -          | kein Pick             | -                | -                    |
| 1978 | -          | kein Pick             | -                | -                    |
| 1979 | -          | kein Pick             | -                | -                    |
| 1980 | 15         | Marc Wilson           | Quarterback      | BYU                  |
| 1981 | 21         | Ted Watts             | Defensive Back   | Texas Tech           |
| 1981 | 23         | Curt Marsh            | Guard            | Washington           |
| 1982 | 10         | Marcus Allen ! ^      | Runningback      | USC                  |
| 1983 | 26         | Don Mosebar^          | Center           | USC                  |
| 1984 | -          | kein Pick             | -                | -                    |
| 1985 | 13         | Jessie Hester         | Wide Receiver    | Florida State        |
| 1986 | 24         | Bob Buczkowski        | Defensive End    | Pittsburgh           |
| 1987 | 15         | John Clay             | Tackle           | Missouri             |
| 1988 | 6          | Tim Brown ! ^         | Wide Receiver    | Notre Dame           |
| 1988 | 9          | Terry McDaniel^       | Defensive Back   | Tennessee            |
| 1988 | 25         | Scott Davis           | Defensive Tackle | Illinois             |
| 1989 | -          | kein Pick             | -                | -                    |
| 1990 | 11         | Anthony Smith         | Defensive End    | Arizona              |
| 1991 | 24         | Todd Marinovich       | Quarterback      | USC                  |
| 1992 | 16         | Chester McGlockton^   | Defensive Tackle | Clemson              |
| 1993 | 12         | Patrick Bates         | Defensive Back   | Texas A&M            |
| 1994 | 22         | Rob Fredrickson       | Linebacker       | Michigan State       |
| 1995 | 18         | Napoleon Kaufman      | Runningback      | Washington           |
| 1996 | 9          | Rickey Dudley         | Tight End        | Ohio State           |
| 1997 | 2          | Darrell Russell       | Defensive Tackle | USC                  |
| 1998 | 4          | Charles Woodson ! ^   | Defensive Back   | Michigan             |
| 1998 | 23         | Mo Collins            | Guard            | Florida              |
| 1999 | 18         | Matt Stinchcomb       | Guard            | Georgia              |
| 2000 | 17         | Sebastian Janikowski^ | Kicker           | Florida State        |
| 2001 | 28         | Derrick Gibson        | Defensive Back   | Florida State        |
| 2002 | 17         | Phillip Buchanon      | Defensive Back   | Miami                |
| 2002 | 23         | Napoleon Harris       | Linebacker       | Northwestern         |
| 2003 | 31         | Nnamdi Asomugha^      | Defensive Back   | California           |
| 2003 | 32         | Tyler Brayton         | Defensive End    | Colorado             |
| 2004 | 2          | Robert Gallery        | Tackle           | Iowa                 |
| 2005 | 23         | Fabian Washington     | Defensive Back   | Nebraska             |
| 2006 | 7          | Michael Huff          | Defensive Back   | Texas                |
| 2007 | 1          | JaMarcus Russell      | Quarterback      | LSU                  |
| 2008 | 4          | Darren McFadden       | Runningback      | Arkansas             |
| 2009 | 7          | Darrius Heyward-Bey   | Wide Receiver    | Maryland             |
| 2010 | 8          | Rolando McClain       | Linebacker       | Alabama              |
| 2011 | -          | kein Pick             | -                | -                    |
| 2012 | -          | kein Pick             | -                | -                    |
| 2013 | 12         | D. J. Hayden          | Defensive Back   | Houston              |
| 2014 | 5          | Khalil Mack^          | Linebacker       | Buffalo              |
| 2015 | 4          | Amari Cooper^         | Wide Receiver    | Alabama              |
| 2016 | 3          | Karl Joseph           | Safety           | West Virginia        |
| 2017 | 24         | Gareon Conley         | Cornerback       | Ohio State           |
| 2018 | 15         | Kolton Miller         | Tackle           | UCLA                 |
| 2019 | 4          | Clelin Ferrell        | Defensive End    | Clemson              |
| 2019 | 24         | Josh Jacobs^          | Runningback      | Alabama              |
| 2019 | 27         | Johnathan Abram       | Safety           | Mississippi State    |
| 2020 | 12         | Henry Ruggs           | Wide Receiver    | Alabama              |
| 2020 | 19         | Damon Arnette         | Cornerback       | Ohio State           |
| 2021 | 17         | Alex Leatherwood      | Tackle           | Alabama              |
| 2022 | -          | kein Pick             | -                | -                    |
| 2023 | 7          | Tyree Wilson          | Linebacker       | Texas Tech           |
| 2024 | 13         | Brock Bowers^         | Tight End        | Georgia              |
| 2025 | 6          | Ashton Jeanty         | Runningback      | Boise State          |

Legende:
| ^ | = Pro Bowler    |
| ! | = Hall of Famer |